# Кубдарі
Кубдарі (груз. კუბდარი) — страва грузинської кухні, пиріг з м'ясом з грузинського регіону Сванетія.

## Інгредієнти
Тісто для такого пирога потрібне дріжджове. М'ясо для начинки має бути обов'язково рубленим, а не перемеленим. Використовують баранину, козлятину або свинину. Приправляють начинку цибулею, часником, сіллю та меленими прянощами: коріандром, зірою, хмелі-сунелі та насінням кропу. Подають пиріг гарячим.
Внесено до списку нематеріальної культурної спадщини Грузії в 2015.